# Ten Minutes to Live
Ten Minutes to Live est un film américain pré-Code réalisé par OScar Micheaux, sorti en 1932.
Le film partie des collections du Museum of Modern Art.

## Synopsis
Un producteur propose à une chanteuse de boîte de nuit un rôle dans son dernier film, mais ce qu'il veut en fait, c'est coucher avec elle. Elle le sait, mais accepte quand même. Pendant ce temps, une cliente du club reçoit un mot l'informant qu'elle en recevra bientôt un autre, et qu'elle sera tuée dix minutes plus tard.

## Fiche technique
- Réalisation : Oscar Micheaux
- Scénario : Oscar Micheaux d'après une de ses histoires Harlem After Midnight
- Producteur : Oscar Micheaux
- Photographie : Lester Lang
- Durée : 58 minutes
- Date de sortie : 1932

## Distribution
- Lawrence Chenault : Gary Martin[2]
- A. B. DeComathiere (en) : Anthony
- Laura Bowman (en) : Ida Morton
- Willor Lee Guilford (en) : Letha Watkins
- Tressie Mitchell : Charlotte Evans
- Mabel Garrett : Ida Groves
- Carl Mahon : Martin
- Galle De Gaston : Galle
- George Williams : George
- Lorenzo Tucker : The Godfather
- William A. Clayton Jr. : Morvis
- Donald Heywood : Master of Ceremonies
- Arnold Wiley : Tap Dancer